# Triodia cunninghamii
Triodia cunninghamii är en gräsart som beskrevs av George Bentham. Triodia cunninghamii ingår i släktet Triodia och familjen gräs. Inga underarter finns listade i Catalogue of Life.